# Индия (Бируни)

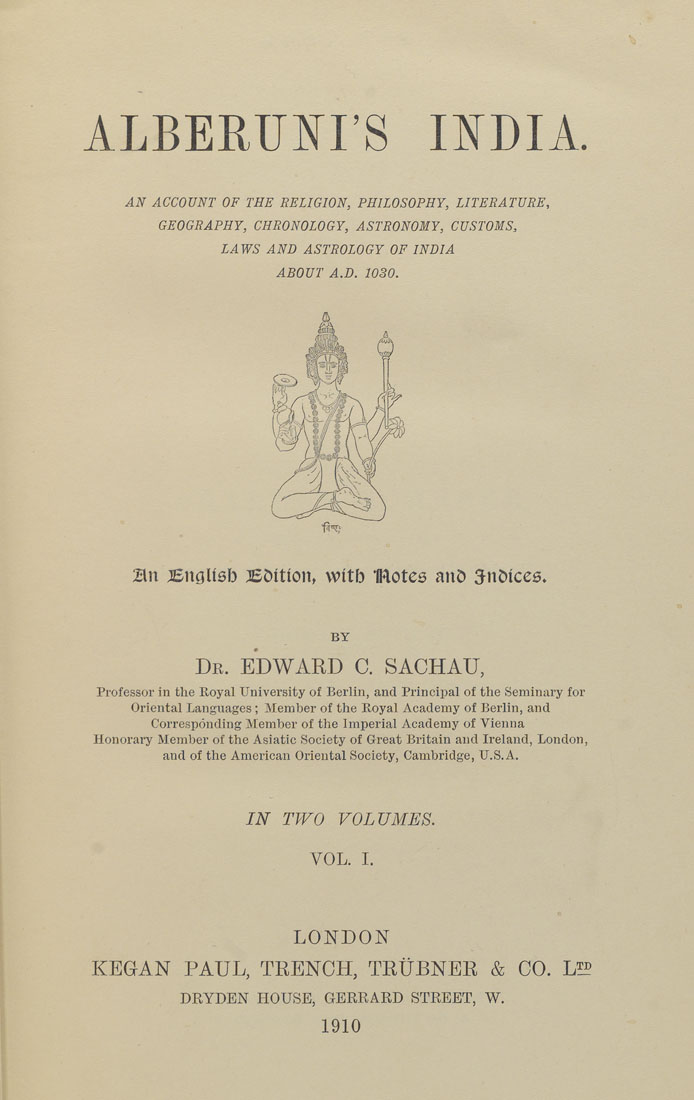
Обложка английского издания 1910 года

«Индия» (араб. كتاب الهند‎, «Китаб аль-Хинд») или «Книга, содержащая разъяснение принадлежащих индийцам учений, приемлемых разумом или отвергаемых» (араб. تحقيق ما للهند من مقولة مقبولة في العقل أو مرذولة‎, «Тахкик ма ли-л-Хинд мин макула макбула фи-л-акл ау марзула») — книга персидского учёного-энциклопедиста Аль-Бируни из Хорезма, написанная на арабском языке и завершённая в 1030 году. Представляет собой энциклопедический труд, основанный на научных данных того времени. Книга посвящена в основном географическому и историческому исследованию Индии. Считается шедевром научной мысли мусульман в области географии и этнографии.

## Русский перевод
- Абу Рейхан Бируни. Избранные произведения. Том 2: Индия / Пер. А. Б. Халидова, Ю. Н. Завадовского, комм. А. Б. Халидова, В. Г. Эрмана. — Ташкент: Академия наук Узбекской ССР, 1963. — 728 с.
- Абу Рейхан Бируни. Индия / Отв. ред. В. Беляев; художник Д. Б. Шимилис. — Изд. 2-е (Репринтное воспроизведение текста издания 1963 г.). — М.: Ладомир, 1995. — 736 с. — (Ex oriente lux). — 10 000 экз. — ISBN 5-86218-165-2.